# أبيمانيو
 أبيمانيو أو أبهيمانيو (بالإنجليزية: Abhimanyu)‏، بطلٌ ومحارب شرس وشخصيَّة مركزيَّة في ملحمة المهابهاراتا. هو ابن أرجونا من زوجته الإلهة الأم سوبهادرا [الإنجليزية]. أصله يرجع إلى الإله فيشنو عبر سلسلة نسبٍ تبدأ من والده أرجونا وتنتهي عند الإله براهما.
في إحدى الروايات، يقال إنَّ أبهيمانيو هو تجسيد لفارشا (Varchas)، ابن سوما أو سوم (Soma) الاسم الثاني لشاندرا. كان أحد الديفات أو الأرباب، ولد على الأرض لهزيمة الأشرار. ولكن سوما لم يستطع تحمل الانفصال عنه لفترة طويلة، ولهذا السبب كان مقدرًا له أن يموت في عامه السادس عشر.

## ما قبل التجسد
الحياة السابقة أو ما قبل الولادة -أي التجسد- يُقال لها بورڤاجانما (Purvajanma)، ونرى أنَّ المهابهاراتا تقصُّ حكاية أبهيمانيو قبل الولادة على الأرض، فتقول: أنَّه كان يُدعى ڤاركاس (Varcas)، أي البهيُّ، السَّنيُّ، المُشرق. وهو ابن إله القمر تشاندرا أو كاندرا، وعندما تجسد صار ابنًا للبطل أرجونا، وسُمي أبهيمانيو. وتروي الملحمة أنَّ مجلسَ شورى قد عُقد بين الديڤات -الأرباب- وبين تشاندرا حول إمكانيَّة تجسدهم، أي الأرباب، في العالم؛ وذلك للقضاء على شِرار الخلق. فقال لهم تشاندرا:
إنَّه ليعزُّ عليَّ أن أُرسلَ ڤاركاس إلى الأرض، الذي هو أحبُّ إليَّ من نفسي، ولكنِّي أرى أنَّ الحقَّ هو ألَّا أكون حجر عثرة في طريق ما ارتآه الأرباب وعزموا عليه. لذلك، لكم عليَّ أن أرسله إلى حيث أردتم ولكن بشـرط أن تدعوه يُولد من صُلب البطل أرجونا فيكون ابنًا له؛ لأنَّني لا أقدر على مُفارقته والانفصال عنه أكثر من ستة عشر عامًا. وأخبركم، إنَّ ابني سيدخل إلى تشاكراڤيو (Chakravyūha) -أي متاهة الأعداء- ليقتلوه في السنة السادسة عشرة من عمره، وبذلك يرجع إليَّ ثانية.
وهنا، أبدى الأرباب الموافقة على شرطه. وما قيل آنفًا يُفسر لنا لماذا كان أبهيمانيو قد قُتل وهو في أوَّل صباه.

## التدريب العسكري والمعركة

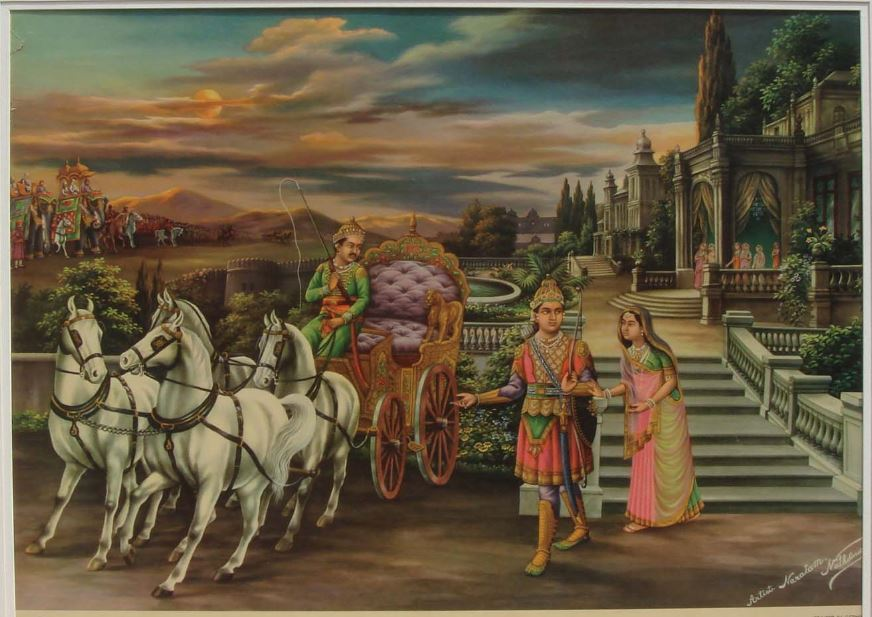
أوتارا وأبيمانيو

تلقى أبهيمانيو تدريبه العسكري على يد والده أرجونا. ولاحقًا، ذهب رفقة والدته إلى مدينة دواركا (Dvaraka) وعاش فيها برهةً مع خاله سِري كريشنا. وفي هذه المدينة قيل له أنَّ عليه أن يتلقى التدريب على السلاح على يد بريديون (Pradyumna)، ابن سري كريشنا الأكبر. وبعد أن قضى أبهيمانيو شطرًا من حياته مُتخفِّيًا بين البانداڤيين (Pandavas)، وهم أبناء باندو (Pandu) ملك مملكة كورو- تزوج من أوتارا (Uttara) ابنة الملك  ڤيرات (Virata).

### المعركة
وضعت الحرب أوزارها بين الكورڤيين (Kauravas) والبانداڤيين. وفي اليوم الأول من المعركة، خاض أبهيمانيو نزالًا مع براهاتبالا (Brhatbala)، ملك مملكة كوسِل (Kosala). وحدث في أثناء التقاتل بين أبهيمانيو والقائد بهيشما أن كسـر أبهيمانيو سارية لواء القائد بهِيشِما (Bhishma). وعمد فيما بعد إلى مساعدة والده أرجونا في قتاله ضد بهيشما.
وفي الفصل الخاص بالقائد بهيشما في المهابهاراتا، يُذكر وصف للقتال الذي دار بين أبهيمانيو ولاكشمانا في اليوم الثاني من المعركة، وكيف انضم إلى صفوف آدرا تشاندرا فيوه (كتيبة مقاتلين نصف دائرية) والتي شكلها أرجونا، فاستبسل في القتال ضد جنود القائد غاندهارا (Gandhara). ومهاجمته القائد سالي (Salya)، وقتله لجاياتسينا (Jayatsena) -ملك ماجادها- مع فيله الذي يركبه. وبعد جولات وصولات وكر وفر تمكن خلالها من قتل العديد من الملوك والقادة والأمراء، تمكن الأمير دوشاسم (Dushasana) من توجيه ضربة مميتة بصولجانه إلى أبهيمانيو قضت عليه. جاء موته بعد أن دخل أحد التشكيلات العسكرية للعدو والتي توصف بأنها غير قابلة للاختراق، ولكنه سمع عن كيفية اختراقها عندما كان في بطن أمه حيث كان والده يصف الطريقة لأمه.

## بعد الموت
تروي الملحمة أنَّ أبهيمانيو بعد موته بلغ عالم المونيين (Munis) الخالد، والموني -مفرد المونيين- يعني قديس. وتذكر أيضًا أنَّ الملك باريكشيت (Pariksit) هو ابن أبهيمانيو الذي قتل وهو في الرحم فأحياه كريشنا، وهو ملك مدينة هاستينابور (Hastinapura). وأنَّ أبهيمانيو، وبعد موته، دخل القمرَ وهو في شكله الأوَّلي ڤاركاس (البهيّ). ويُقال أنَّه كان غاية في الجمال.